# Heterocordylus tibialis
Heterocordylus tibialis är en insektsart som först beskrevs av Carl Wilhelm Hahn 1833.  
Heterocordylus tibialis ingår i släktet Heterocordylus, och familjen ängsskinnbaggar. Enligt den svenska rödlistan är arten nära hotad i Sverige. Arten förekommer i Götaland. Artens livsmiljö är jordbrukslandskap.

## Bildgalleri

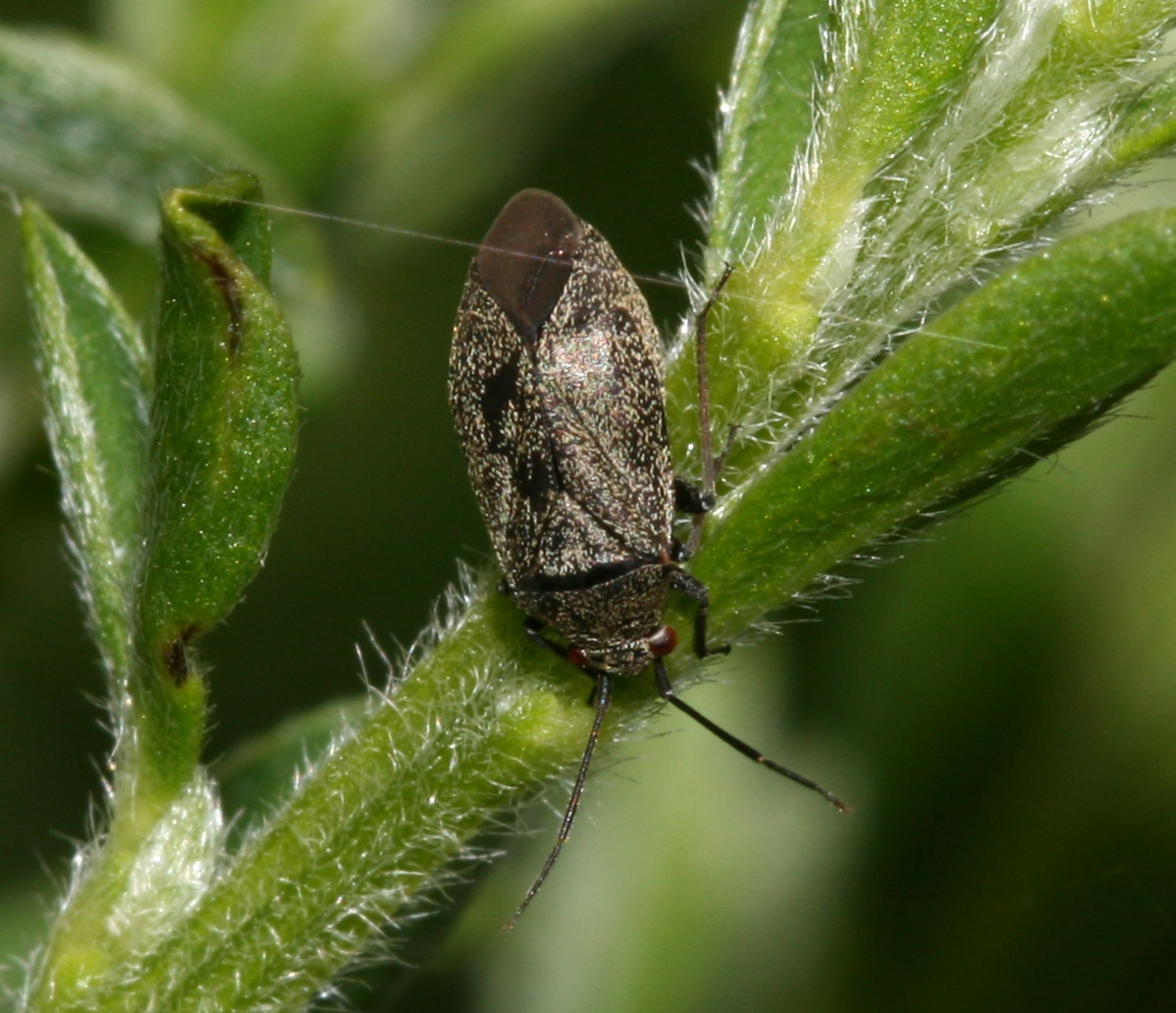
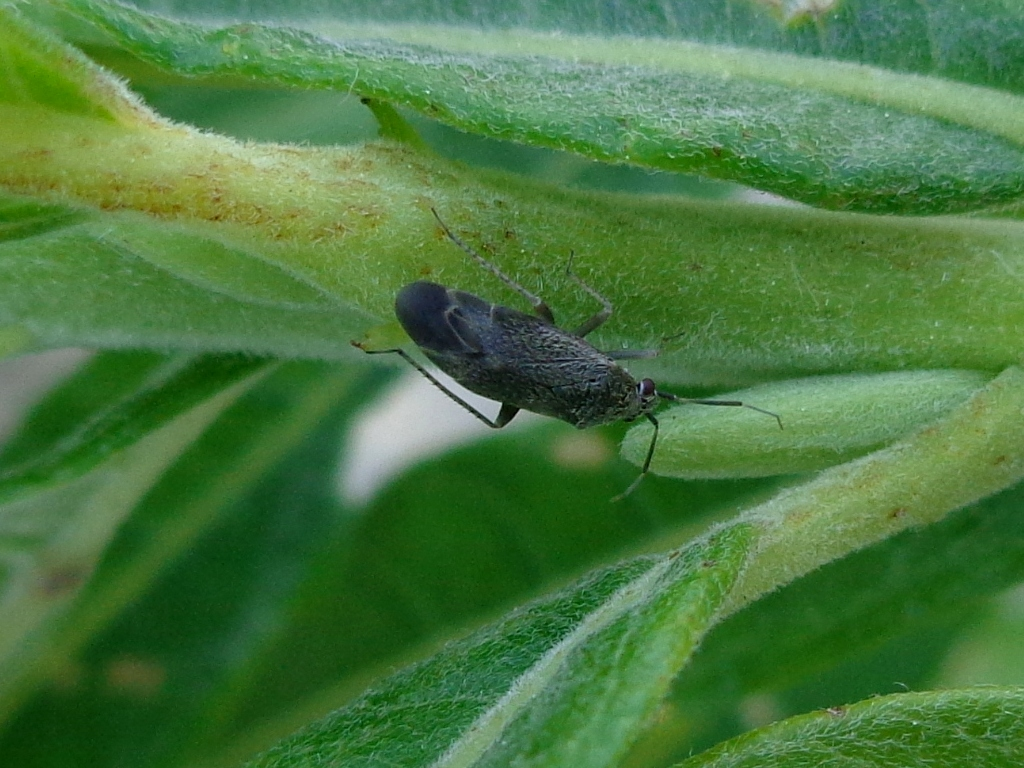
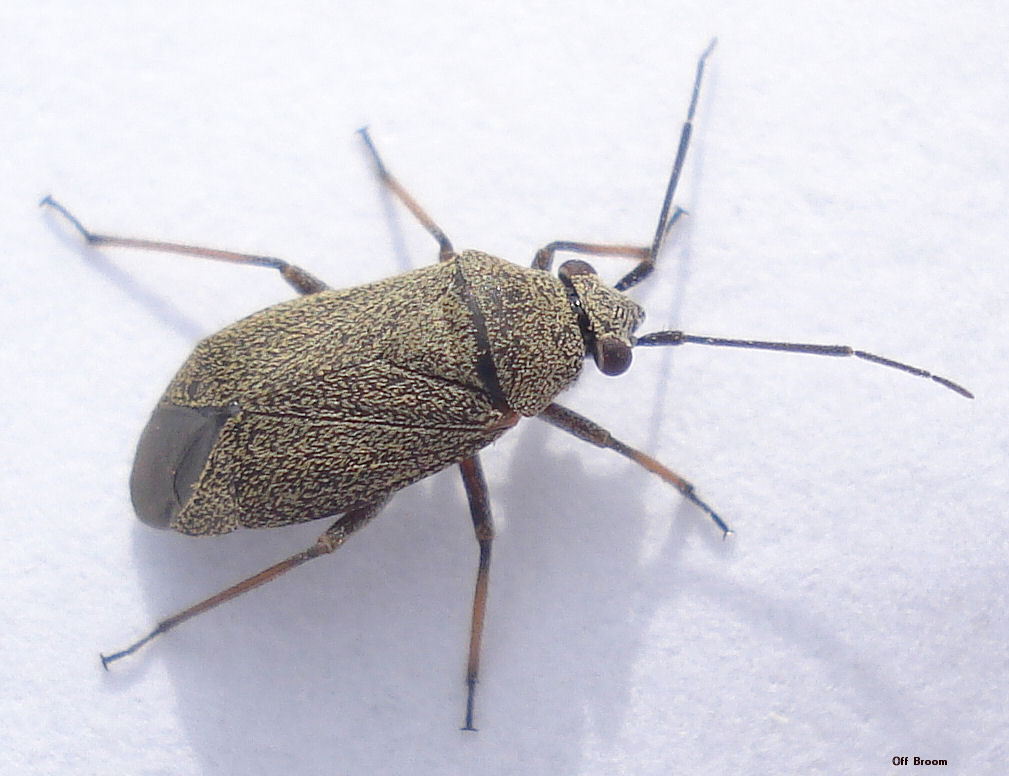
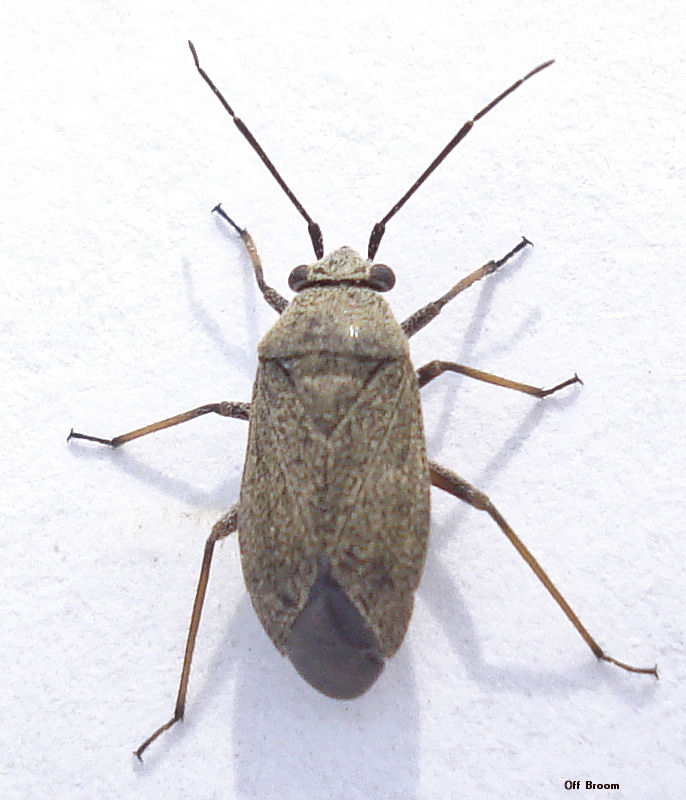
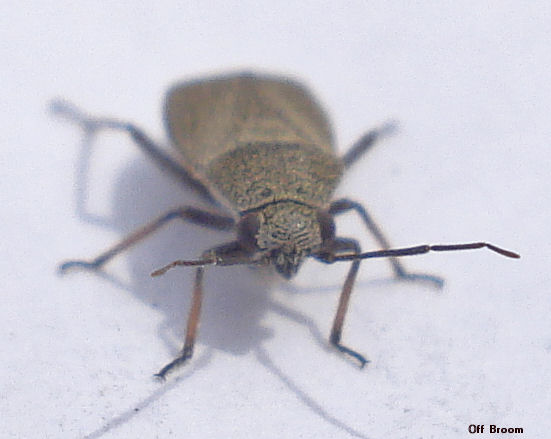